# Dionisio Bertocchi
Dionisio Bertocchi, meglio conosciuto come il bolognese (Reggio Emilia, XV secolo – XVI secolo), è stato un tipografo italiano.

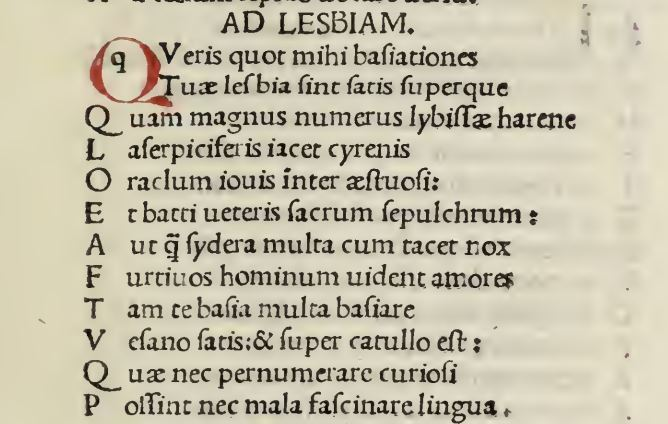

Nell'arco di vent'anni (1481-1501) stampò a Treviso, Vicenza, Venezia, Bologna, Reggio Emilia, Modena circa 24 edizioni pregiate.